# وزمة

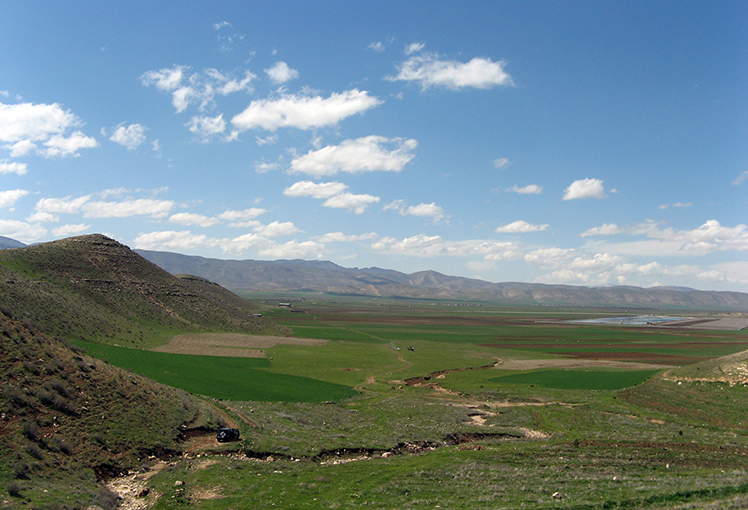
سهل إسلام أباد الغرب بالقرب من كهف وزمة

كهف وزمة هو موقع أثري بالقرب من إسلام أباد غرب، غربي إيران، على بعد حوالي 470 كـم (290 ميل) جنوب غرب العاصمة طهران. اكتشف الموقع عام 1999 وبدأ فريق من علماء الآثار الإيرانيين التنقيب فيه عام 2001 بقيادة الدكتور كاميار عبدي. أعاد الفريق حفر الكهف بإشراف فريدون بيغلاري عام 2019.

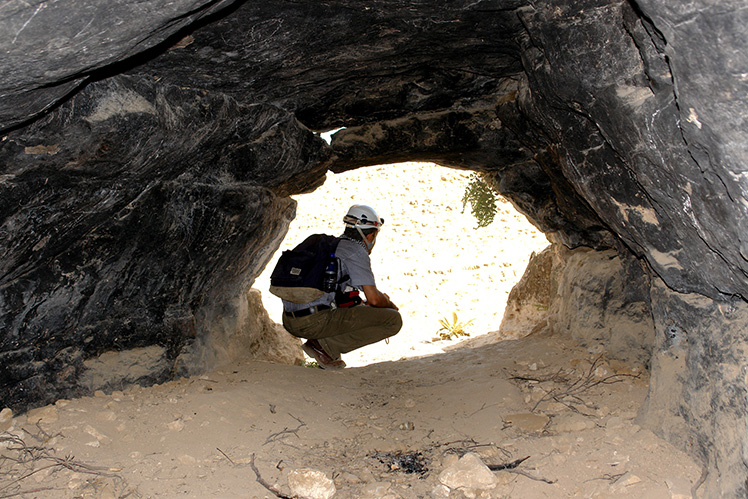
مدخل الكهف، منظر من الداخل

## حيوانات العصر الجليدي المتأخر
اكتشفت أعداد كبيرة من بقايا أحافير الحيوانات حتى الآن. أقدم وأحدث التواريخ التي تم الحصول عليها من عظام الحيوانات تعود لحوالي 70000 سنة قبل الميلاد و 11000 سنة على التوالي. وهذه البقايا تعود لأنواع مختلفة من الحيوانات تضم الثعلب الأحمر، والضبع المرقط، والدب البني، والذئب، والأسد، والفهد، والقطط البرية، والخيليات، ووحيد القرن، والخنازير البرية، والغزلان، والأراخس، والماعز البري، والأغنام، وما إلى ذلك. درست العالمة الإيرانية مرجان مشكور بقايا الحيوانات مع زملائها في المتحف الوطني للتاريخ الطبيعي في باريس وقسم العظام في متحف إيران الوطني.

## البقايا البشرية
العصر الجليدي

## وصلات خارجية
- Donsmaps (March. 2021). . "طفل نياندرتال من كهف وزمة"